# ブレントウッド＝ダーリントン (ポートランド)
アメリカ合衆国オレゴン州ポートランドのブレントウッド＝ダーリントン（英: Brentwood-Darlington）地区は、同市の南端に位置する。西部でウッドストック地区、北部でマウント・スコット＝アリータ地区、東部でレンツ地区にそれぞれ接する。マルトノマ郡とクラカマス郡の郡境は、同地区の南側にある地区境（及びポートランドの市境）に一致しているが、一部でブレントウッド＝ダーリントン地区及びポートランド市はクラカマス郡の郡域に入り込んでいる。
ブレントウッド＝ダーリントン地区協会は、1974年にエロルハイツ・インプルーブメント協会の名でエロルハイツ（Errol Heights）、ブレントウッド（Brentwood）、ダーリントン（Darlington）、ハーニーパーク（Harney Park）、ウッドミア（Woodmere）、クリスタルスプリングス（Crystal Springs）の諸地区を管轄するために結成された。2013年、ブレントウッド＝ダーリントン地区協会は、地区の将来計画を決めるためのプロセスを始動させた。
地区内の教育機関には、オルタナティブ教育を提供するマウントスコット中等学校のほか、公立学校としてウッドミア小学校、ホイットマン小学校、レーン中学校がある。
公園では、ブレントウッド・パーク（1951年）、エロルハイツ・ナチュラル・エリア（1966年）、ヘイゼルティン・パーク（2001年）が地区内にある。ヘイゼルティン・パークは、長年に亘ってこの地域に暮らした指導者ディック・ヘイゼルティンの名に由来する。
2010年には、新しい食品スーパーが地区内に開店している。

## コミュニティセンター
地元の非営利機関Impact NWが運営するブレントウッド＝ダーリントン・コミュニティセンターは、地区内に暮らす家族を対象に早期幼児サービスを提供している。

## 都市園芸プロジェクト
地区内には、いくつかの大規模な都市園芸プロジェクトが運営されている。ブレントウッド・コミュニティ・ガーデンは、2010年にThe Home DepotとFiskarsからの助成金により改修・拡張工事が行われた。また、ポートランド州立大学ラーニング・ガーデン・ラボラトリーも地区内で稼働している。